# Мисс Бизли (собака)
Мисс Би́зли (англ. Miss Beazley; 28 октября 2004 — 17 мая 2014) — вторая собака породы скотч-терьер, принадлежавшая 43-му президенту США Джорджу Бушу.
Мисс Бизли была подарена президенту его супругой, первой леди США Лорой Буш, на Рождество в 2004 году. Кличку Мисс Бизли получила по персонажу детской книги Оливера Баттеруорта «Таинственное яйцо» динозавру Дядя Бизли.
Мисс Бизли приходилась племянницей другой собаке президента — Барни, она дочь Клинтона, единокровного брата Барни.
Умерла 17 мая 2014 года от лимфомы.

## Фильмография
- Where in the White House is Miss Beazley? (Barney Cam III, 2004)
- Barney has found Miss Beazley (2005)
- Barney and Miss Beazley’s Spring Garden Tour (2005)
- A Very Beazley Christmas (Barney Cam IV, 2005)
- Barney’s Holiday Extravaganza (Barney Cam V, 2006)
- My Barney Valentine (2007)
- Holiday in the National Parks
- A Red, White and Blue Christmas (2008)

## Интересные факты
Видео с Барни и мисс Бизли накануне Рождества стало самым скачиваемым с сайта Белого дома.